# Ophthalmis linceoides
Ophthalmis linceoides är en fjärilsart som beskrevs av Jean Baptiste Boisduval 1874. Ophthalmis linceoides ingår i släktet Ophthalmis och familjen nattflyn. Inga underarter finns listade i Catalogue of Life.